# ESBL-bakterie
En ESBL-bakterie er en multiresistent ESBL-producerende enterobakterie (oftest Escherichia coli og Klebsiella pneumoniae) eller kort ESBL. ESBL betyder extended spectrum beta lactamase, nogle enzymer, der nedbryder penicillin og beslægtede antibiotika som ampicillin og cefalosporiner (cefuroxim, cefotaxim, ceftazidim og ceftriaxon). ESBL- bakterier i kyllinger karakteriseres som en større risiko end salmonella.

## ESBL-enzymerne
Extended spectrum beta lactamase er antibiotikanedbrydende enzymer. Der findes forskellige varianter af extended spectrum beta lactamase, og de forekommer i mange forskellige bakterier, særligt tarmbakterier, oftest Escherichia coli og Klebsiella pneumoniae. De antibiotika-nedbrydende enzymer overføres let mellem forskellige bakterier, da generne for enzymerne ofte er lokaliseret på plasmider. Derfor spredes antibiotikaresistens let mellem forskellige bakterier.

## Forekomst i Danmark
Indtil 2012 var der spredt forekomst i Danmark, men i begyndelsen af 2014 blev der hver dag indrapporteret omkring ti nye tilfælde af ESBL-infektion. Madvarer kan være smittekilden. I februar 2014 godtgjorde en undersøgelse at ESBL er vidt udbredt i fødemidler, idet ESBL blev fundet i 11 ud af 20 kyllinge-pakker i Danske supermarkeder (Kontant).
Otte danskere hævdes at være døde af ESBL-bakterier (en hollandsk undersøgelse).

## Eksterne links og henvisninger
- Farlig bakterie i kyllingekød. DR.dk 2014 Arkiveret 2. marts 2014 hos  Wayback Machine
- ESBL-bakterie er farligere end salmonella. DR.dk Arkiveret 2. marts 2014 hos  Wayback Machine
- ESBL producerende Enterobakterier (Escherichia coli og Klebsiella pneumoniae). Statens Seruminstitut Arkiveret 22. februar 2014 hos  Wayback Machine
- Farlige ESBL-bakterier smitter fra andet end kyllingekød. Ingeniøren 2012 Arkiveret 22. februar 2014 hos  Wayback Machine